# ساروس خورشیدی ۱۵۲
ساروس ۱۵۲ دوره‌ای زمانی با چرخه‌ای حدود ۱۸ سال و ۱۱ روز و ۸ ساعت (تقریباً ۶۵۸۵ و یک سوم روز) است که شامل ۷۰ خورشیدگرفتگی می‌شود.

## رخدادها
| ساروس | عضو | تاریخ                        | زمان (بزرگ‌ترین) ساعت هماهنگ جهانی | نوع    | مکان طول و عرض جغرافیایی | گاما    | قدر    | گُستره (km) | مدت زمان (دقیقه: ثانیه) | منبع |
| ----- | --- | ---------------------------- | --------------------------------- | ------ | ------------------------ | ------- | ------ | ---------- | ----------------------- | ---- |
| ۱۵۲   | ۱   | ۲۶ ژوئیه ۱۸۰۵                | ۶:۱۴:۱۹                           | جزئی   | 63.2S 42.8E              | -1.4571 | 0.1405 |            |                         |      |
| ۱۵۲   | ۲   | ۶ اوت ۱۸۲۳                   | ۱۳:۴۵:۴۲                          | جزئی   | 62.5S 79.3W              | -1.3871 | 0.2753 |            |                         |      |
| ۱۵۲   | ۳   | ۱۶ اوت ۱۸۴۱                  | ۲۱:۲۰:۲۴                          | جزئی   | 61.9S 158E               | -1.3193 | 0.4059 |            |                         |      |
| ۱۵۲   | ۴   | ۲۸ اوت ۱۸۵۹                  | ۵:۰۲:۰۰                           | جزئی   | 61.5S 33.7E              | -1.2569 | 0.5261 |            |                         |      |
| ۱۵۲   | ۵   | ۷ سپتامبر ۱۸۷۷               | ۱۲:۴۸:۴۲                          | جزئی   | 61.2S 91.8W              | -1.1985 | 0.6382 |            |                         |      |
| ۱۵۲   | ۶   | ۱۸ سپتامبر ۱۸۹۵              | ۲۰:۴۴:۰۱                          | جزئی   | 61S 140.7E               | -1.1469 | 0.7369 |            |                         |      |
| ۱۵۲   | ۷   | خورشیدگرفتگی ۳۰ سپتامبر ۱۹۱۳ | ۴:۴۵:۴۹                           | جزئی   | 61S 11.6E                | -1.1005 | 0.8252 |            |                         |      |
| ۱۵۲   | ۸   | خورشیدگرفتگی ۱۱ اکتبر ۱۹۳۱   | ۱۲:۵۵:۴۰                          | جزئی   | 61.2S 119.5W             | -1.0607 | 0.9005 |            |                         |      |
| ۱۵۲   | ۹   | خورشیدگرفتگی ۲۱ اکتبر ۱۹۴۹   | ۲۱:۱۳:۰۱                          | جزئی   | 61.5S 107.5E             | -1.027  | 0.9638 |            |                         |      |
| ۱۵۲   | ۱۰  | خورشیدگرفتگی ۲ نوامبر ۱۹۶۷   | ۵:۳۸:۵۶                           | کامل   | 62S 27.8W                | 1.0007  | 1.0126 | -          | -                       |      |
| ۱۵۲   | ۱۱  | خورشیدگرفتگی ۱۲ نوامبر ۱۹۸۵  | ۱۴:۱۱:۲۷                          | کامل   | 68.6S 142.6W             | -۰٫۹۷۹۵ | ۱٫۰۳۸۸ | ۶۹۰        | ۱ دقیقه و ۵۹ ثانیه      |      |
| ۱۵۲   | ۱۲  | خورشیدگرفتگی ۲۳ نوامبر ۲۰۰۳  | ۲۲:۵۰:۲۲                          | کامل   | 72.7S 88.4E              | -۰٫۹۶۳۸ | ۱٫۰۳۷۹ | ۴۹۵        | ۱ دقیقه و ۵۷ ثانیه      |      |
| ۱۵۲   | ۱۳  | خورشیدگرفتگی ۴ دسامبر ۲۰۲۱   | ۷:۳۴:۳۸                           | کامل   | 76.8S 46.2W              | -۰٫۹۵۲۶ | ۱٫۰۳۶۷ | ۴۱۹        | ۱ دقیقه و ۵۴ ثانیه      |      |
| ۱۵۲   | ۱۴  | خورشیدگرفتگی ۱۵ دسامبر ۲۰۳۹  | ۱۶:۲۳:۴۶                          | کامل   | 80.9S 172.8E             | -۰٫۹۴۵۸ | ۱٫۰۳۵۶ | ۳۸۰        | ۱ دقیقه و ۵۱ ثانیه      |      |
| ۱۵۲   | ۱۵  | خورشیدگرفتگی ۲۶ دسامبر ۲۰۵۷  | ۱:۱۴:۳۵                           | کامل   | 84.9S 21.8E              | -۰٫۹۴۰۵ | ۱٫۰۳۴۸ | ۳۵۵        | ۱ دقیقه و ۵۰ ثانیه      |      |
| ۱۵۲   | ۱۶  | خورشیدگرفتگی ۶ ژانویه ۲۰۷۶   | ۱۰:۰۷:۲۷                          | کامل   | 87.2S 173.7W             | -۰٫۹۳۷۳ | ۱٫۰۳۴۲ | ۳۴۰        | ۱ دقیقه و ۴۹ ثانیه      |      |
| ۱۵۲   | ۱۷  | خورشیدگرفتگی ۱۶ ژانویه ۲۰۹۴  | ۱۸:۵۹:۰۳                          | کامل   | 84.8S 10.6W              | -۰٫۹۳۳۳ | ۱٫۰۳۴۲ | ۳۲۹        | ۱ دقیقه و ۵۱ ثانیه      |      |
| ۱۵۲   | ۱۸  | ۲۹ ژانویه ۲۱۱۲               | ۳:۴۹:۵۲                           | کامل   | 80.6S 163.8W             | -۰٫۹۲۹۲ | ۱٫۰۳۴۶ | ۳۲۲        | ۱ دقیقه و ۵۶ ثانیه      |      |
| ۱۵۲   | ۱۹  | ۸ فوریه ۲۱۳۰                 | ۱۲:۳۵:۲۳                          | کامل   | 75.9S 51.8E              | -۰٫۹۲۱۲ | ۱٫۰۳۵۶ | ۳۱۳        | ۲ دقیقه و ۳ ثانیه       |      |
| ۱۵۲   | ۲۰  | ۱۹ فوریه ۲۱۴۸                | ۲۱:۱۸:۰۰                          | کامل   | 70.9S 88.3W              | -۰٫۹۱۱۱ | ۱٫۰۳۷  | ۳۰۵        | ۲ دقیقه و ۱۳ ثانیه      |      |
| ۱۵۲   | ۲۱  | ۲ مارس ۲۱۶۶                  | ۵:۵۳:۲۱                           | کامل   | 65.4S 134.4E             | -۰٫۸۹۵۸ | ۱٫۰۳۸۸ | ۲۹۴        | ۲ دقیقه و ۲۶ ثانیه      |      |
| ۱۵۲   | ۲۲  | ۱۲ مارس ۲۱۸۴                 | ۱۴:۲۲:۳۲                          | کامل   | 59.4S 0.2W               | -۰٫۸۷۵۵ | ۱٫۰۴۰۹ | ۲۸۳        | ۲ دقیقه و ۴۳ ثانیه      |      |
| ۱۵۲   | ۲۳  | ۲۴ مارس ۲۲۰۲                 | ۲۲:۴۲:۵۸                          | کامل   | 52.9S 131.9W             | -۰٫۸۴۸۴ | ۱٫۰۴۳۱ | ۲۷۱        | ۳ دقیقه و ۳ ثانیه       |      |
| ۱۵۲   | ۲۴  | ۴ آوریل ۲۲۲۰                 | ۶:۵۶:۴۲                           | کامل   | 46.2S 99E                | -۰٫۸۱۶۲ | ۱٫۰۴۵۴ | ۲۶۰        | ۳ دقیقه و ۲۵ ثانیه      |      |
| ۱۵۲   | ۲۵  | ۱۵ آوریل ۲۲۳۸                | ۱۵:۰۱:۴۵                          | کامل   | 39.3S 27.3W              | -۰٫۷۷۷۲ | ۱٫۰۴۷۵ | ۲۵۰        | ۳ دقیقه و ۴۹ ثانیه      |      |
| ۱۵۲   | ۲۶  | ۲۵ آوریل ۲۲۵۶                | ۲۲:۵۸:۳۵                          | کامل   | 32.3S 150.9W             | -۰٫۷۳۱۷ | ۱٫۰۴۹۵ | ۲۴۰        | ۴ دقیقه و ۱۴ ثانیه      |      |
| ۱۵۲   | ۲۷  | ۷ مه ۲۲۷۴                    | ۶:۴۷:۳۷                           | کامل   | 25.5S 88.2E              | -۰٫۶۷۹۹ | ۱٫۰۵۱  | ۲۳۰        | ۴ دقیقه و ۳۷ ثانیه      |      |
| ۱۵۲   | ۲۸  | ۱۷ مه ۲۲۹۲                   | ۱۴:۲۹:۳۳                          | کامل   | 18.8S 30.3W              | -۰٫۶۲۲۴ | ۱٫۰۵۲۱ | ۲۲۰        | ۴ دقیقه و ۵۷ ثانیه      |      |
| ۱۵۲   | ۲۹  | ۲۹ مه ۲۳۱۰                   | ۲۲:۰۴:۵۰                          | کامل   | 12.5S 146.5W             | -۰٫۵۵۹۹ | ۱٫۰۵۲۶ | ۲۱۰        | ۵ دقیقه و ۱۰ ثانیه      |      |
| ۱۵۲   | ۳۰  | ۹ ژوئن ۲۳۲۸                  | ۵:۳۳:۵۳                           | کامل   | 6.7S 99.5E               | -۰٫۴۹۲۸ | ۱٫۰۵۲۴ | ۱۹۹        | ۵ دقیقه و ۱۶ ثانیه      |      |
| ۱۵۲   | ۳۱  | ۲۰ ژوئن ۲۳۴۶                 | ۱۲:۵۸:۴۴                          | کامل   | 1.5S 12.7W               | -۰٫۴۲۲۴ | ۱٫۰۵۱۵ | ۱۸۸        | ۵ دقیقه و ۱۲ ثانیه      |      |
| ۱۵۲   | ۳۲  | ۳۰ ژوئن ۲۳۶۴                 | ۲۰:۱۹:۴۸                          | کامل   | 2.9N 123.3W              | -۰٫۳۴۹۴ | ۱٫۰۴۹۹ | ۱۷۶        | ۵ دقیقه و ۰ ثانیه       |      |
| ۱۵۲   | ۳۳  | ۱۲ ژوئیه ۲۳۸۲                | ۳:۳۷:۵۱                           | کامل   | 6.5N 127.5E              | -۰٫۲۷۴۴ | ۱٫۰۴۷۵ | ۱۶۴        | ۴ دقیقه و ۴۱ ثانیه      |      |
| ۱۵۲   | ۳۴  | ۲۲ ژوئیه ۲۴۰۰                | ۱۰:۵۴:۴۸                          | کامل   | 9.1N 19E                 | -۰٫۱۹۹۲ | ۱٫۰۴۴۴ | ۱۵۱        | ۴ دقیقه و ۱۷ ثانیه      |      |
| ۱۵۲   | ۳۵  | ۲ اوت ۲۴۱۸                   | ۱۸:۱۱:۱۰                          | کامل   | 10.9N 89W                | -۰٫۱۲۴۲ | ۱٫۰۴۰۶ | ۱۳۷        | ۳ دقیقه و ۵۰ ثانیه      |      |
| ۱۵۲   | ۳۶  | ۱۳ اوت ۲۴۳۶                  | ۱:۲۹:۳۳                           | کامل   | 11.8N 162.8E             | -۰٫۰۵۱۷ | ۱٫۰۳۶۱ | ۱۲۲        | ۳ دقیقه و ۲۱ ثانیه      |      |
| ۱۵۲   | ۳۷  | ۲۴ اوت ۲۴۵۴                  | ۸:۴۸:۴۷                           | کامل   | 11.9N 54.3E              | ۰٫۰۱۹۴  | ۱٫۰۳۱  | ۱۰۵        | ۲ دقیقه و ۵۰ ثانیه      |      |
| ۱۵۲   | ۳۸  | ۳ سپتامبر ۲۴۷۲               | ۱۶:۱۲:۵۴                          | کامل   | 11.3N 55.4W              | ۰٫۰۸۵۷  | ۱٫۰۲۵۵ | ۸۷         | ۲ دقیقه و ۱۹ ثانیه      |      |
| ۱۵۲   | ۳۹  | ۱۴ سپتامبر ۲۴۹۰              | ۲۳:۴۰:۳۸                          | کامل   | 10.3N 166.2W             | ۰٫۱۴۸۳  | ۱٫۰۱۹۵ | ۶۷         | ۱ دقیقه و ۴۷ ثانیه      |      |
| ۱۵۲   | ۴۰  | ۲۶ سپتامبر ۲۵۰۸              | ۷:۱۴:۵۱                           | مرکب   | 9N 81.2E                 | ۰٫۲۰۴۶  | ۱٫۰۱۳۴ | ۴۷         | ۱ دقیقه و ۱۴ ثانیه      |      |
| ۱۵۲   | ۴۱  | ۷ اکتبر ۲۵۲۶                 | ۱۴:۵۴:۲۱                          | مرکب   | 7.5N 33W                 | ۰٫۲۵۵۷  | ۱٫۰۰۷  | ۲۵         | ۰ دقیقه و ۴۰ ثانیه      |      |
| ۱۵۲   | ۴۲  | ۱۷ اکتبر ۲۵۴۴                | ۲۲:۴۱:۱۴                          | مرکب   | 5.9N 149.2W              | ۰٫۳۰۰۱  | ۱٫۰۰۰۶ | ۲          | ۰ دقیقه و ۴ ثانیه       |      |
| ۱۵۲   | ۴۳  | ۲۹ اکتبر ۲۵۶۲                | ۶:۳۴:۴۰                           | حلقه‌ای | 4.6N 92.7E               | ۰٫۳۳۸۲  | ۰٫۹۹۴۳ | ۲۱         | ۰ دقیقه و ۳۵ ثانیه      |      |
| ۱۵۲   | ۴۴  | ۸ نوامبر ۲۵۸۰                | ۱۴:۳۴:۱۹                          | حلقه‌ای | 3.4N 27.1W               | ۰٫۳۷۰۴  | ۰٫۹۸۸۳ | ۴۴         | ۱ دقیقه و ۱۵ ثانیه      |      |
| ۱۵۲   | ۴۵  | ۱۹ نوامبر ۲۵۹۸               | ۲۲:۴۱:۰۳                          | حلقه‌ای | 2.6N 148.8W              | ۰٫۳۹۵۹  | ۰٫۹۸۲۵ | ۶۷         | ۱ دقیقه و ۵۷ ثانیه      |      |
| ۱۵۲   | ۴۶  | ۱ دسامبر ۲۶۱۶                | ۶:۵۳:۱۹                           | حلقه‌ای | 2.1N 88E                 | ۰٫۴۱۵۶  | ۰٫۹۷۷۲ | ۸۹         | ۲ دقیقه و ۳۹ ثانیه      |      |
| ۱۵۲   | ۴۷  | ۱۲ دسامبر ۲۶۳۴               | ۱۵:۱۱:۱۳                          | حلقه‌ای | 2.2N 36.7W               | ۰٫۴۳۰۳  | ۰٫۹۷۲۳ | ۱۱۰        | ۳ دقیقه و ۱۹ ثانیه      |      |
| ۱۵۲   | ۴۸  | ۲۲ دسامبر ۲۶۵۲               | ۲۳:۳۱:۱۷                          | حلقه‌ای | 2.8N 162W                | ۰٫۴۴۲۴  | ۰٫۹۶۸  | ۱۲۸        | ۳ دقیقه و ۵۶ ثانیه      |      |
| ۱۵۲   | ۴۹  | ۳ ژانویه ۲۶۷۱                | ۷:۵۵:۰۱                           | حلقه‌ای | 4N 71.7E                 | ۰٫۴۵۰۵  | ۰٫۹۶۴۳ | ۱۴۴        | ۴ دقیقه و ۲۷ ثانیه      |      |
| ۱۵۲   | ۵۰  | ۱۳ ژانویه ۲۶۸۹               | ۱۶:۱۸:۴۱                          | حلقه‌ای | 5.9N 54.7W               | ۰٫۴۵۷۸  | ۰٫۹۶۱۲ | ۱۵۸        | ۴ دقیقه و ۵۲ ثانیه      |      |
| ۱۵۲   | ۵۱  | ۲۶ ژانویه ۲۷۰۷               | ۰:۴۲:۰۵                           | حلقه‌ای | 8.5N 178.7E              | ۰٫۴۶۴۶  | ۰٫۹۵۸۷ | ۱۶۹        | ۵ دقیقه و ۸ ثانیه       |      |
| ۱۵۲   | ۵۲  | ۵ فوریه ۲۷۲۵                 | ۹:۰۲:۰۱                           | حلقه‌ای | 11.8N 52.9E              | ۰٫۴۷۳۴  | ۰٫۹۵۶۷ | ۱۷۸        | ۵ دقیقه و ۱۷ ثانیه      |      |
| ۱۵۲   | ۵۳  | ۱۶ فوریه ۲۷۴۳                | ۱۷:۱۸:۵۳                          | حلقه‌ای | 15.8N 72.4W              | ۰٫۴۸۴۲  | ۰٫۹۵۵۳ | ۱۸۵        | ۵ دقیقه و ۲۰ ثانیه      |      |
| ۱۵۲   | ۵۴  | ۲۷ فوریه ۲۷۶۱                | ۱:۲۹:۳۹                           | حلقه‌ای | 20.4N 163.7E             | ۰٫۴۹۹۳  | ۰٫۹۵۴۳ | ۱۹۱        | ۵ دقیقه و ۱۷ ثانیه      |      |
| ۱۵۲   | ۵۵  | ۱۰ مارس ۲۷۷۹                 | ۹:۳۳:۳۷                           | حلقه‌ای | 25.7N 41.3E              | ۰٫۵۱۹۳  | ۰٫۹۵۳۷ | ۱۹۶        | ۵ دقیقه و ۱۰ ثانیه      |      |
| ۱۵۲   | ۵۶  | ۲۰ مارس ۲۷۹۷                 | ۱۷:۲۹:۲۰                          | حلقه‌ای | 31.6N 79.2W              | ۰٫۵۴۵۴  | ۰٫۹۵۳۳ | ۲۰۲        | ۵ دقیقه و ۰ ثانیه       |      |
| ۱۵۲   | ۵۷  | ۱ آوریل ۲۸۱۵                 | ۱:۱۷:۰۷                           | حلقه‌ای | 38N 162.2E               | ۰٫۵۷۷۴  | ۰٫۹۵۳۲ | ۲۰۸        | ۴ دقیقه و ۴۸ ثانیه      |      |
| ۱۵۲   | ۵۸  | ۱۱ آوریل ۲۸۳۳                | ۸:۵۴:۱۲                           | حلقه‌ای | 45N 46.3E                | ۰٫۶۱۷۷  | ۰٫۹۵۳۱ | ۲۱۷        | ۴ دقیقه و ۳۴ ثانیه      |      |
| ۱۵۲   | ۵۹  | ۲۲ آوریل ۲۸۵۱                | ۱۶:۲۲:۳۲                          | حلقه‌ای | 52.4N 67.3W              | ۰٫۶۶۴۴  | ۰٫۹۵۲۹ | ۲۳۰        | ۴ دقیقه و ۲۰ ثانیه      |      |
| ۱۵۲   | ۶۰  | ۲ مه ۲۸۶۹                    | ۲۳:۴۰:۲۳                          | حلقه‌ای | 60.4N 178.2W             | ۰٫۷۱۹۲  | ۰٫۹۵۲۵ | ۲۵۰        | ۴ دقیقه و ۵ ثانیه       |      |
| ۱۵۲   | ۶۱  | ۱۴ مه ۲۸۸۷                   | ۶:۵۰:۲۷                           | حلقه‌ای | 69N 73.3E                | ۰٫۷۷۹۳  | ۰٫۹۵۱۸ | ۲۸۳        | ۳ دقیقه و ۵۲ ثانیه      |      |
| ۱۵۲   | ۶۲  | ۲۵ مه ۲۹۰۵                   | ۱۳:۴۹:۰۶                          | حلقه‌ای | 78.6N 32.5W              | ۰٫۸۴۸۲  | ۰٫۹۵۰۵ | ۳۴۶        | ۳ دقیقه و ۳۹ ثانیه      |      |
| ۱۵۲   | ۶۳  | ۵ ژوئن ۲۹۲۳                  | ۲۰:۴۱:۴۶                          | حلقه‌ای | 89.5N 150E               | ۰٫۹۲۱   | ۰٫۹۴۸۳ | ۴۹۸        | ۳ دقیقه و ۲۸ ثانیه      |      |
| ۱۵۲   | ۶۴  | ۱۶ ژوئن ۲۹۴۱                 | ۳:۲۵:۳۸                           | حلقه‌ای | 66.4N 43.9W              | 1.0004  | 0.9657 | -          | -                       |      |
| ۱۵۲   | ۶۵  | ۲۷ ژوئن ۲۹۵۹                 | ۱۰:۰۵:۴۲                          | جزئی   | 65.4N 153.5W             | 1.0817  | 0.8254 |            |                         |      |
| ۱۵۲   | ۶۶  | ۷ ژوئیه ۲۹۷۷                 | ۱۶:۳۸:۴۹                          | جزئی   | 64.5N 99E                | 1.1677  | 0.6768 |            |                         |      |
| ۱۵۲   | ۶۷  | ۱۸ ژوئیه ۲۹۹۵                | ۲۳:۱۱:۴۰                          | جزئی   | 63.7N 8.1W               | 1.2531  | 0.5297 |            |                         |      |
| ۱۵۲   | ۶۸  | ۳۰ ژوئیه ۳۰۱۳                | ۵:۴۱:۱۹                           | جزئی   | 62.9N 114.2W             | ۱٫۳۴۰۴  | ۰٫۳۷۹۸ |            |                         |      |
| ۱۵۲   | ۶۹  | ۱۰ اوت ۳۰۳۱                  | ۱۲:۱۲:۱۵                          | جزئی   | 62.3N 139.7E             | ۱٫۴۲۵۷  | ۰٫۲۳۳۹ |            |                         |      |
| ۱۵۲   | ۷۰  | ۲۰ اوت ۳۰۴۹                  | ۱۸:۴۳:۳۱                          | جزئی   | 61.8N 33.6W              | ۱٫۵۰۹۸  | ۰٫۰۹۰۶ |            |                         |      |